# Miluo Jiang
Der Miluo Jiang (chinesisch 汨羅江 / 汨罗江, Pinyin Mìluó Jiāng, englisch Miluo River) ist ein Fluss in Nordost-Hunan, der einer der wichtigsten Zuflüsse des Dongting-Sees (Dongting Hu) ist, welcher weiter in den Jangtsekiang abfließt.
Der Miluo Jiang hat zwei Quellflüsse: der östliche entspringt im Kreis Xiushui in Jiangxi, der westliche im Kreis Pingjiang in Hunan. Die Stadt Miluo liegt an seinem Unterlauf.
Er ist 250 km lang und hat ein Einzugsgebiet von 4053 Quadratkilometern.